# Pancratium zeylanicum
Pancratium zeylanicum är en amaryllisväxtart som beskrevs av Carl von Linné. Pancratium zeylanicum ingår i släktet Pancratium och familjen amaryllisväxter. Inga underarter finns listade i Catalogue of Life.

## Bildgalleri

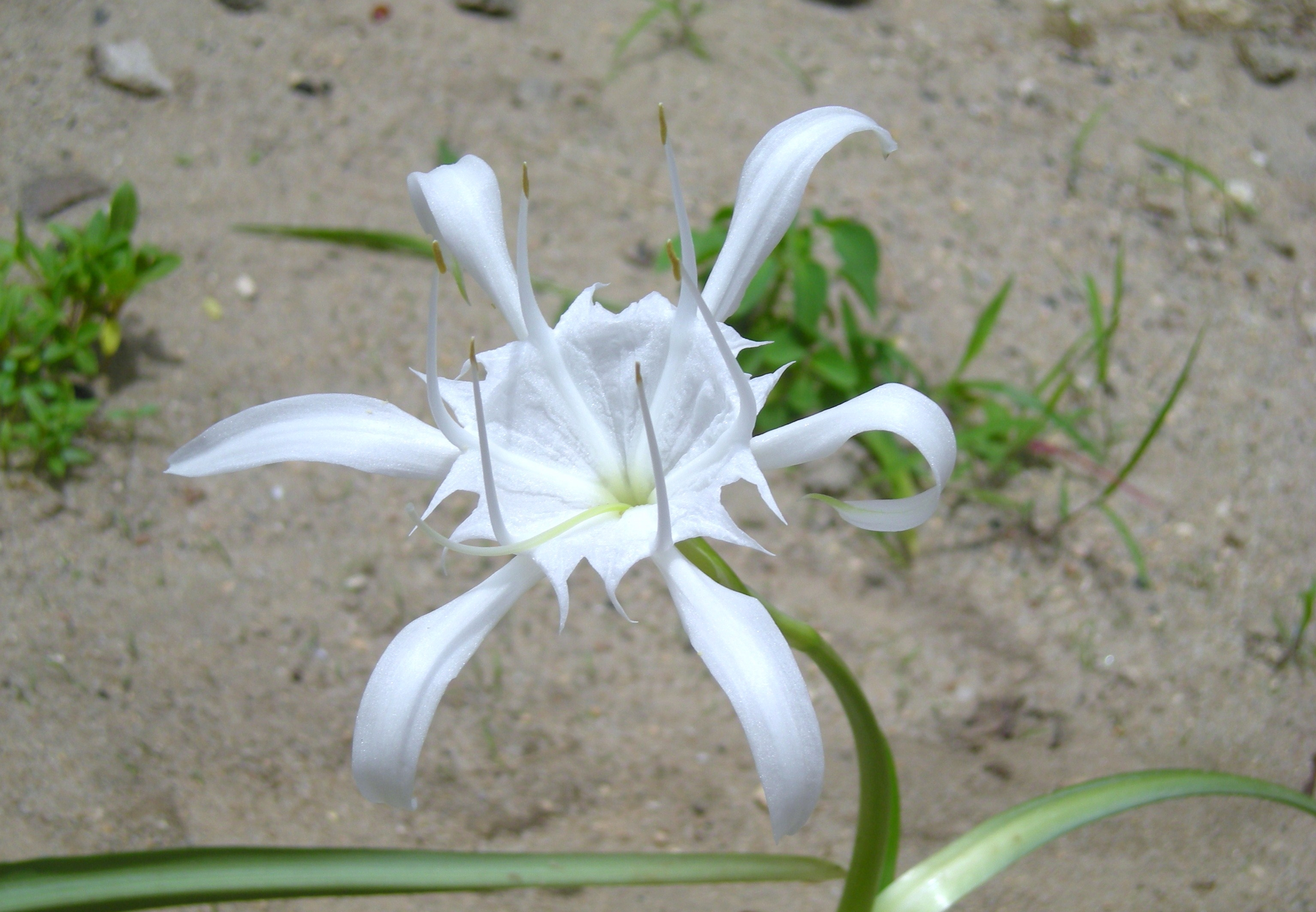
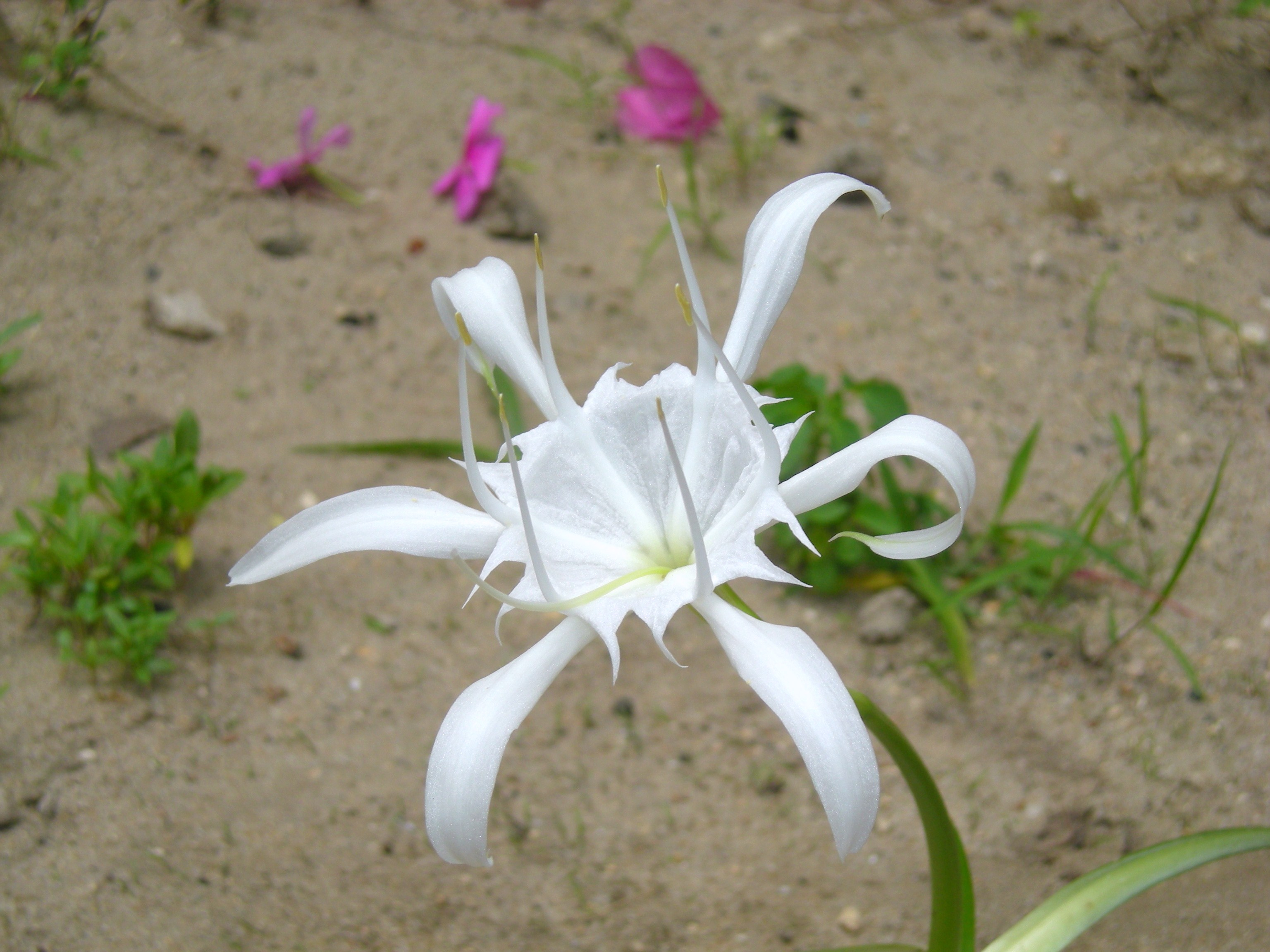
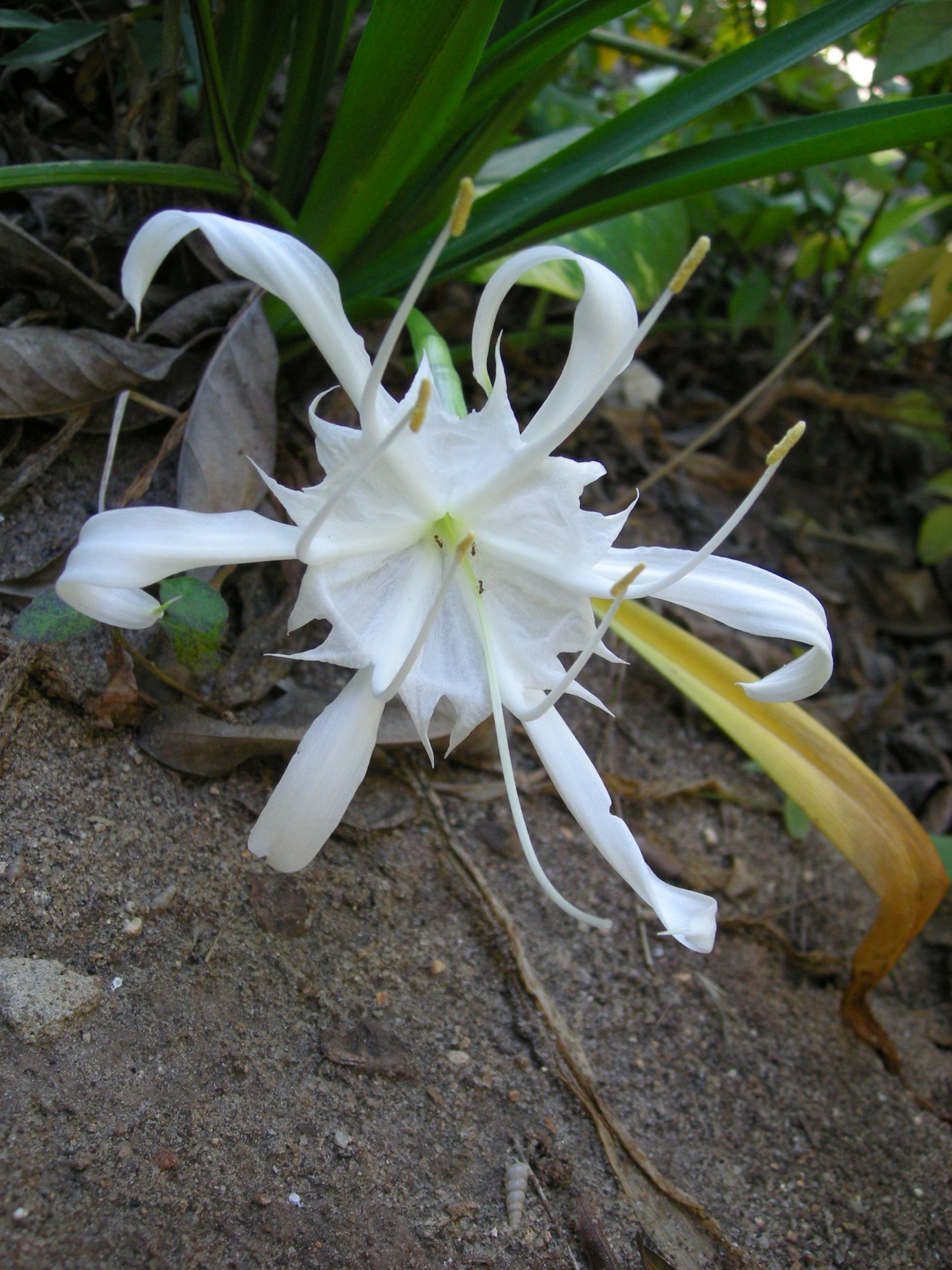
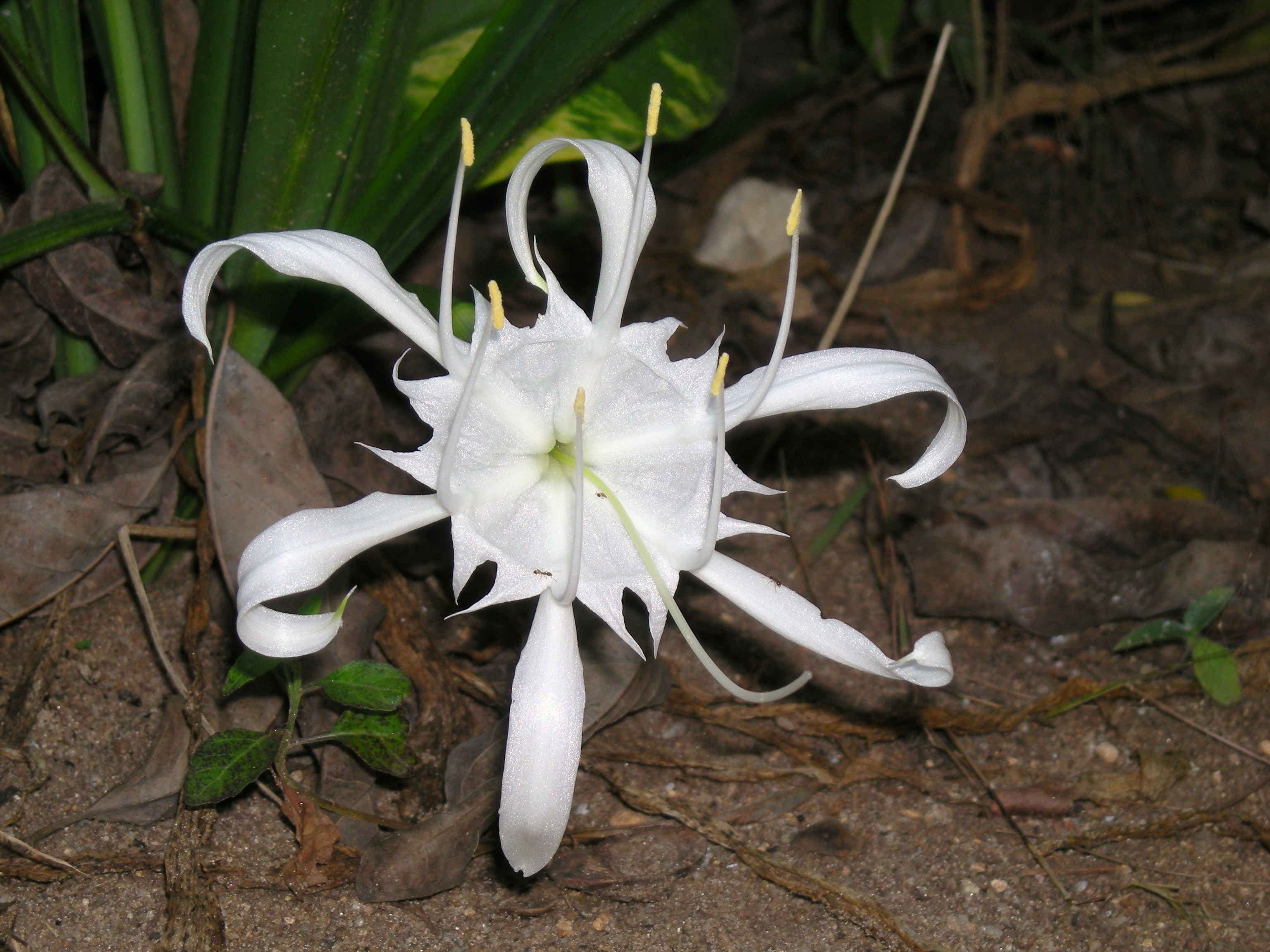
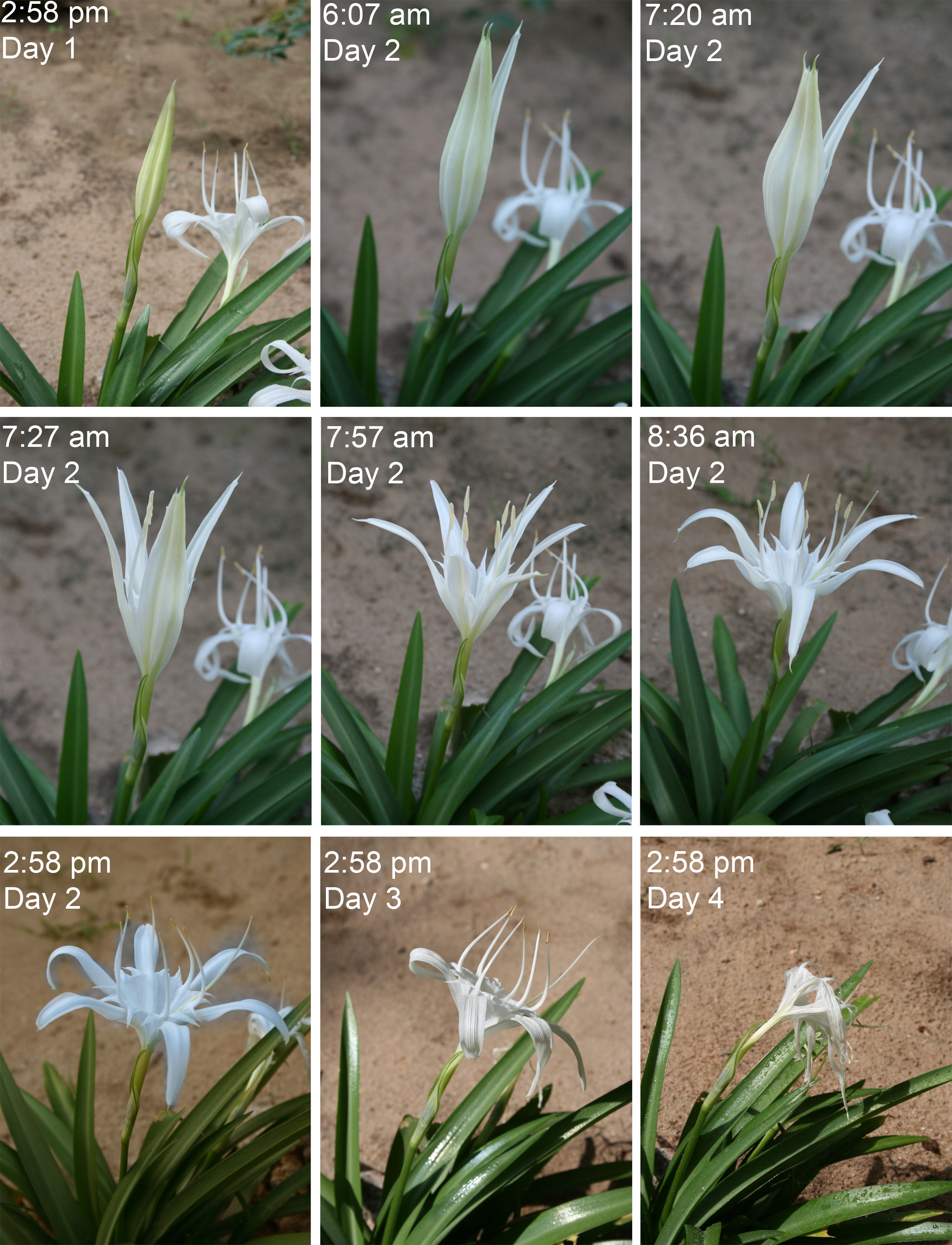
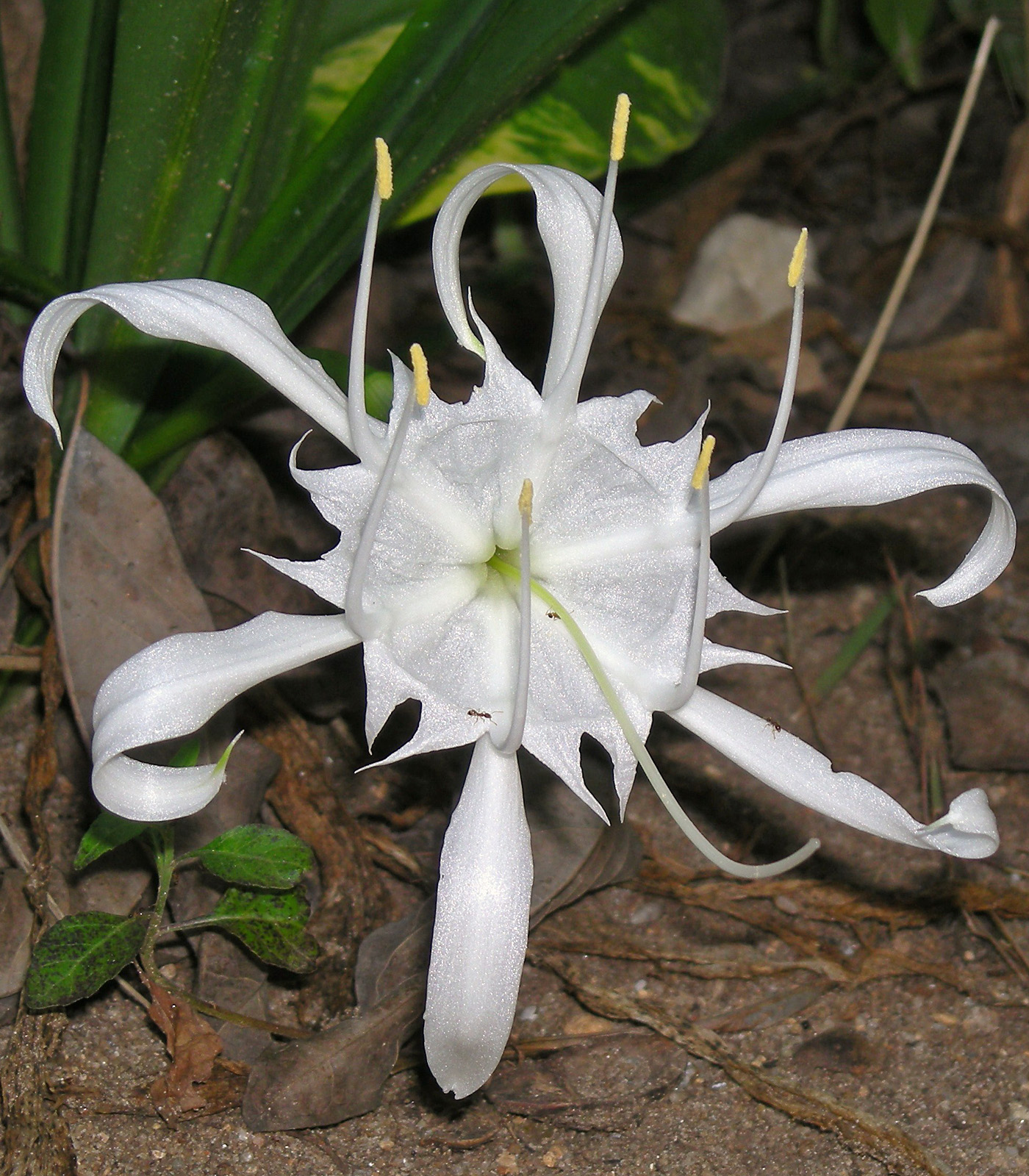